# 346889 Rhiphonos
346889 Rhiphonos é um corpo menor do sistema solar que é classificado como um centauro. Ele possui uma magnitude absoluta de 11,8 e tem um diâmetro estimado de cerca de 23 km.

## Descoberta e nomeação
346889 Rhiphonos foi descoberto no dia 28 de agosto de 2009 pelo astrônomo T. V. Kryachko. Ele recebeu seu nome em referência a Rhiphonos, que foi um dos comandantes dos centauros que se juntaram Dionísio em sua campanha contra a Índia. Nome sugerido por A. Mimeev.

## Órbita
A órbita de 346889 Rhiphonos tem uma excentricidade de 0,443 e possui um semieixo maior de 10,813 UA. O seu periélio leva o mesmo a uma distância de 6,026 UA em relação ao Sol e seu afélio a 15,600 UA.